# Almidón de papa

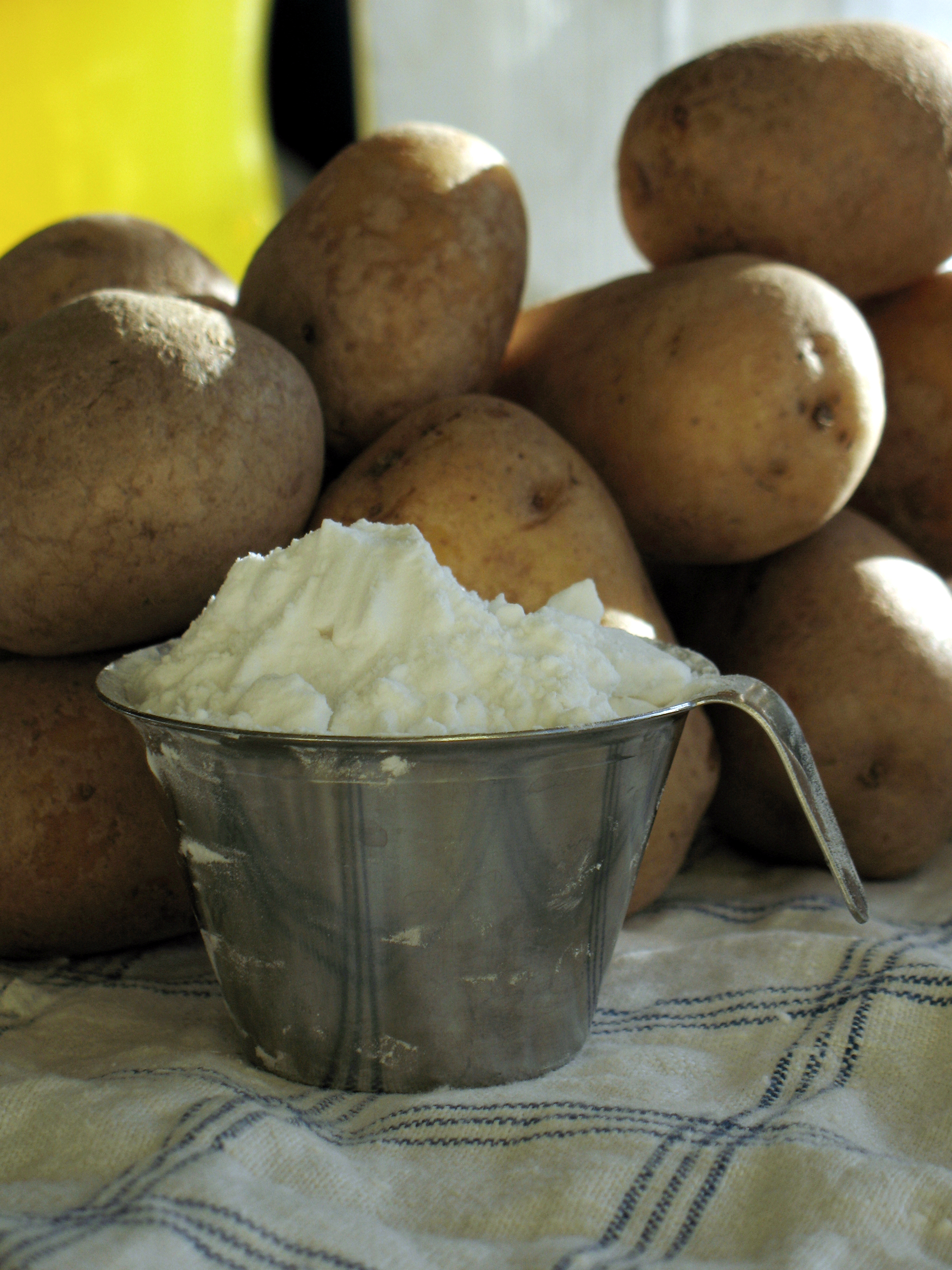
Almidón de patata (delante).

Se llama almidón, fécula de papa, de patata o chuño al almidón extraído de papas. Las células del tubérculo contienen granos de almidón (leucoplastos). Para extraerlo, las patatas se machacan, liberando así los granos de almidón de las células destruidas. Entonces se lava, deja decantar y se seca para obtener un polvo.
Este almidón contiene típicamente grandes gránulos ovales a esféricos, cuyo tamaño oscila entre 5 y 100 μm. El almidón de patata es muy refinado, conteniendo una cantidad mínima de proteína y grasa. Esto da al polvo un color claro blancuzco, teniendo el almidón cocido características típicas como el sabor neutral, buena claridad, alta fuerza cohesionadora, textura larga y una tendencia mínima a formar espuma o amarillear la solución.
El almidón de patata contiene aproximadamente 800 ppm de fosfato enlazado a él, lo que incremente la viscosidad y da a la solución un carácter ligeramente aniónico, una baja temperatura de gelatinización (aproximadamente 60 °C) y un alto poder de hinchazón.
Estas propiedades típicas se usan en aplicaciones alimentarias y técnicas.

## Usos
El almidón de patata y sus derivados se usan en muchas recetas, por ejemplo en fideos, pastillas de goma, cócteles de frutos secos, patatas chip, salchichas de perritos calientes, algunas cremas pasteleras, sopas instantáneas y salsas, en recetas sin gluten y en recetas cashrut para Pésaj, en la cocina asiática. y en la chilota. En pastelería se emplea, por ejemplo en los bizcochuelos, para mantener los dulces húmedos y darles una textura tierna. También se usa ocasionalmente en la preparación de queso rallado preenvasado, para reducir su transpiración y apelmazamiento.
También se usa en aplicaciones técnicas como el engrudo para paredes, terminación y apresto de telas, fabricación de papel couché y como adhesivo de bolsas de papel y cinta engomada.
El almidón de patata también fue usado en la fabricación del primer procedimiento fotográfico en color, en las placas autocromas de los hermanos Lumière, antes de la llegada de la película de color a mediados de la década de 1930.

## Variedades de papa
De los muchos tipos de papa existentes, para la producción de almidón se emplean las que tienen mayor contenido de este (respecto al peso de agua). Recientemente se ha desarrollado un nuevo tipo de patata que solo contiene un tipo de molécula de almidón amilopectina: el almidón de patata cerosa. Los almidones cerosos, tras la gelatinización, se retrogradan menos durante su almacenaje.
El cultivo de patata para almidón se realiza principalmente en Polonia, los Países Bajos, China, Japón, Francia, Dinamarca y Alemania, pero también en Suecia, Finlandia, Austria y la República Checa.